# Joaquim Manuel Monteiro, 1.º Conde da Estrela
Joaquim Manuel Monteiro (Santa Maria de Carvoeiro, Viana do Castelo, 13 de fevereiro de 1800 — Rio de Janeiro, 31 de março de 1875), único barão e visconde e primeiro conde da Estrela, foi um nobre português que viveu no Brasil.

## Biografia
Filho dos lavradores José Bento Rodrigues e de Rosa Maria Lourenço, nasceu na freguesia de Santa Maria de Carvoeiro, concelho de Viana do Castelo, Portugal.
Foi grande capitalista, proprietário e negociante de grosso trato no Rio de Janeiro, onde viveu durante muitos anos.
Era guarda-roupa honorário de D. Pedro V e de D. Luís I, fidalgo-cavaleiro da Casa Real, além de outras honrarias no Brasil.
Casou-se duas vezes. A primeira vez com Eugênia Martins Bastos (1825 - 1850), natural do Rio de Janeiro, filha de Fidélis Martins Bastos e de Maria Vitorina Antônia Plaçon, com quem teve cinco filhos: Carolina de Bastos Monteiro, esposa do engenheiro José Maria da Silva Velho (irmão da viscondessa de Ubá); Joaquim Manuel Monteiro; Luís Manuel Monteiro, barão de Santa Eugênia; e os gêmeos Manuel Luís Monteiro e João Luís Monteiro. Eugênia de Bastos Monteiro (como passou a assinar depois do casamento), faleceu em 22 de agosto de 1850 e seu corpo foi sepultado no Cemitério de São Francisco de Paula.
Desposou em segundas núpcias, em 30 de julho 1853, com Luísa Amália da Silva Maia, filha do conselheiro José Antônio da Silva Maia, depois senador do Império do Brasil, e de Mara Luísa Inocência Gomes. Desta união, dois filhos são conhecidos: José Joaquim de Maia Monteiro e Antônio Joaquim de Maia Monteiro.
Faleceu às sete horas da manhã do dia 31 de março de 1875, e seu corpo foi sepultado no dia seguinte no Cemitério do Catumbi. Sua viúva contraiu segundas núpcias, em novembro de 1876, com o comerciante Miguel de Novais.

### Honrarias
- Cavaleiro da Ordem de Cristo (22 de novembro de 1842);
- Comendador da Ordem de Nossa Senhora da Conceição de Vila Viçosa (5 de dezembro de 1849);
- Barão da Estrela (12 de setembro de 1851);
- Fidalgo Cavaleiro (27 de setembro de 1852);
- Visconde da Estrela (17 de janeiro de 1855);
- Comendador da Imperial Ordem de Cristo (2 de dezembro de 1858);
- Comendador da Ordem da Torre e Espada (13 de outubro de 1860);
- Guarda-Roupa (23 de dezembro de 1864);
- Dignitário da Imperial Ordem da Rosa (3 de junho de 1868);
- Conde da Estrela (18 de janeiro de 1872).[6]